# Bloc catholique
Le Bloc catholique est un ancien parti politique belge créé en 1936 à la suite de la dissolution de l’Union catholique belge. Le BC est considéré comme le premier véritable parti politique issu du Parti catholique.
Il était divisé en deux ailes, l’une francophone, le Parti catholique social, et l’autre néerlandophone, le Katholieke Vlaamse Volkspartij.